# Jean-Pierre Bouygues
Pour les articles homonymes, voir Bouygues (homonymie).
Jean-Pierre Bouygues, né le 13 novembre 1755 à Saint-Céré (Lot) et mort le 21 avril 1836 au même lieu, est un homme politique français.

## Biographie
Membre du directoire du département, il est député du Lot à la Convention, siégeant avec la Plaine et votant la réclusion de Louis XVI. Il passe au Conseil des Cinq-Cents le 23 vendémiaire an IV et quitte le conseil en l'an VII.

## Sources
- « Jean-Pierre Bouygues », dans Adolphe Robert et Gaston Cougny, Dictionnaire des parlementaires français, Edgar Bourloton, 1889-1891 [détail de l’édition]